# Rue du Départ
Pour l’article homonyme, voir Rue du départ.
La rue du Départ est une rue du 14e arrondissement de Paris (côté numéros impairs) et du 15e arrondissement de Paris (côté numéros pairs), respectivement dans les quartiers du Montparnasse et Necker.

## Situation et accès
Depuis que la gare a été déplacée vers le sud, la rue du Départ longe un centre commercial et la tour Montparnasse, situés sur le côté de la rue appartenant au quartier Necker.
Elle fait pendant à la rue de l'Arrivée, située de l'autre côté de la tour.
La rue du Départ est desservie par les lignes 4, 6, 12 et 13 à la station Montparnasse - Bienvenüe et la ligne N du Transilien à la gare de Paris-Montparnasse.

## Origine du nom
Elle porte ce nom car elle longeait l'ancienne gare Montparnasse côté du départ.

## Historique
Une première partie de la rue a été ouverte en 1849, lors de la construction de la seconde gare Montparnasse et se trouvait à l'origine directement au niveau des quais de départ de celle-ci. La seconde partie de cette voie a été ouverte par décret du 2 août 1906.

La gare Montparnasse et les voies alentour au fil du temps.
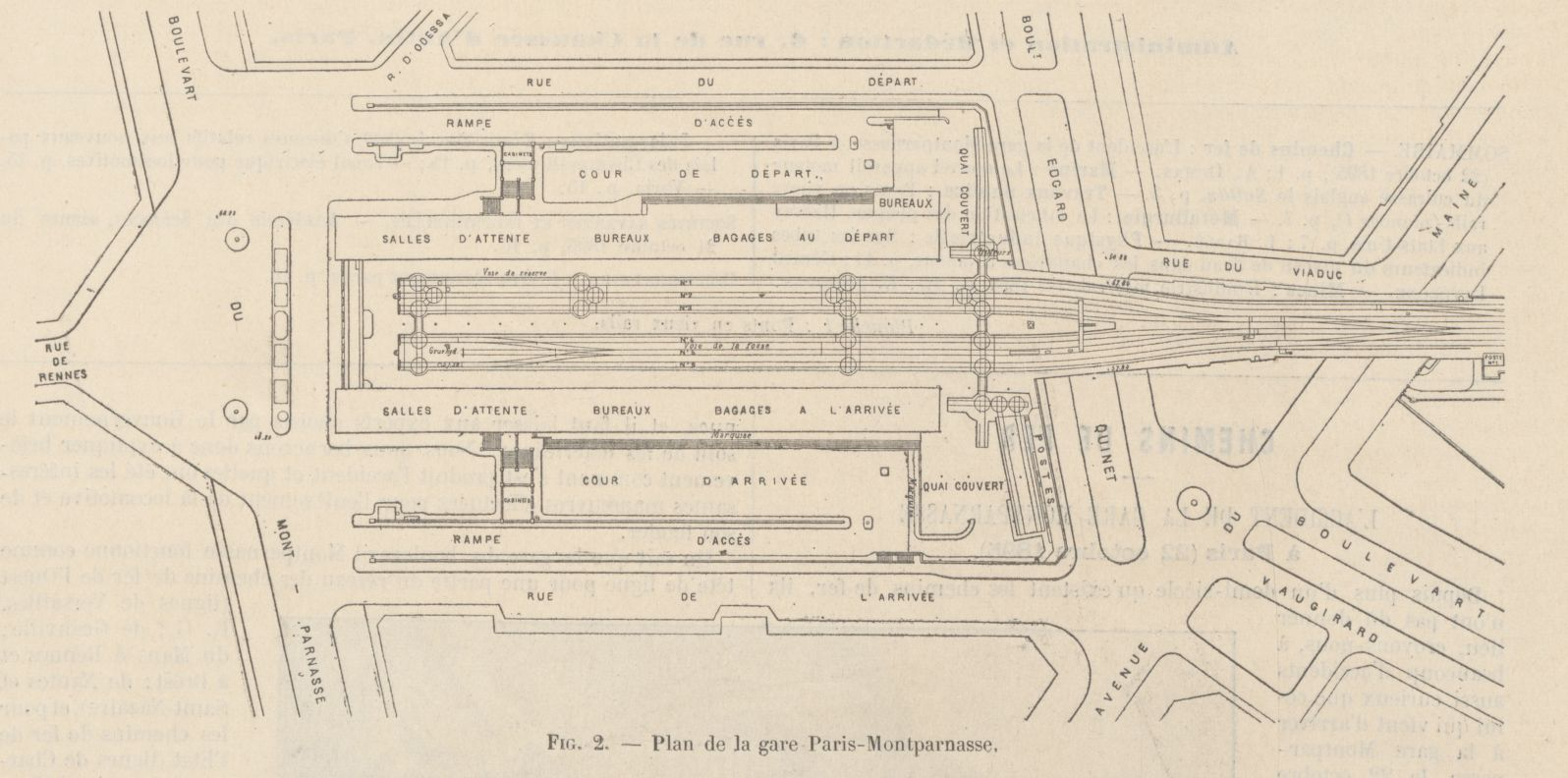
Plan de la gare en 1895[1].
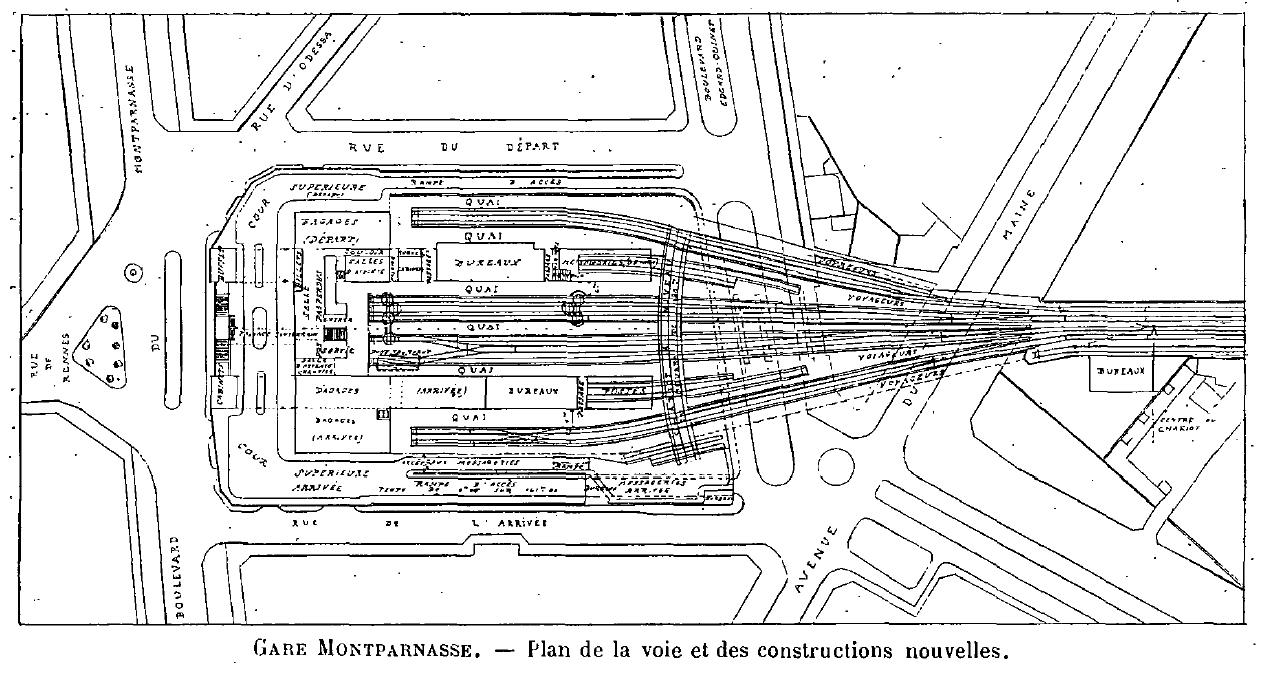
Plan de la gare après les modifications de 1898.

## Bâtiments remarquables et lieux de mémoire
- No 3 : cinéma Miramar (1938-2025).
- No 21 : à ce niveau se trouvait le passage du Départ (appelé aussi passage d’Odessa), qui communiquait avec le n°16 de la rue d'Odessa.
- No 22 : depuis la destruction de l'ancienne gare Montparnasse et la construction à son emplacement, au sein de l'opération de rénovation urbaine Maine-Montparnasse, de l’« ensemble immobilier Tour Maine-Montparnasse » comprenant la tour Montparnasse et deux autres tours plus modestes, est aménagé à la base de cet ensemble, longeant la rue, un centre commercial, d'abord  nommé Centre commercial Montparnasse puis, depuis 2015, Montparnasse Rive Gauche. Le grand magasin Galeries Lafayette Montparnasse est l'une des enseignes installée au sein de ce centre.
- No 23 : à cet adresse, René Panhard et Émile Levassor scellent leur association, en 1886[2].
- No 26 : emplacement d'un petit immeuble disparu dans lequel s'installe Piet Mondrian de 1922 aux années 1930. Le pâté de maisons est détruit en 1936, en vue de l'agrandissement de la gare[3].
- No 31 : emplacement d'un magasin Monoprix.
- No 34 : après l'Enfer, le Redlight, boîte de nuit.
- No 36 : bar Brasil Tropical.

### Au cinéma
Un long travelling de la rue apparait au début du film Le Tueur (1972) de Denys de La Patellière, avec la tour Montparnasse et le centre commercial Maine-Montparnasse alors en construction.
Une scène du film Le Dernier Tango à Paris (1972) y est aussi tournée, avec le centre commercial de la tour Montparnasse en construction, en arrière-plan.